# Тихменево (Сахалінська область)
Тихменево (рос. Тихменево) — село у Поронайському міському окрузі Сахалінської області Російської Федерації.
Населення становить 447 осіб (2013).

## Історія
З 1905 по 3 вересня 1945 року у складі губернаторства Карафуто Японії, відтак у складі Поронайського міського округу Сахалінської області.

## Населення
| 1935 | 1959  | 1970  | 1979  | 1989  | 2002 | 2010 |
| ---- | ----- | ----- | ----- | ----- | ---- | ---- |
| 2303 | ↗2427 | ↘2163 | ↘2022 | ↘1768 | ↘858 | ↘495 |
| 2013 |       |       |       |       |      |      |
| ↘447 |       |       |       |       |      |      |